# Telemiades
Telemiades is een geslacht van vlinders van de familie dikkopjes (Hesperiidae), uit de onderfamilie Eudaminae.

## Soorten
- T. amphion (Hübner, 1826)
- T. antiope (Plötz, 1882)
- T. avitus (Stoll, 1781)
- T. centrites (Hewitson, 1870)
- T. delalande (Latreille, 1824)
- T. epicalus Hübner, 1819
- T. laogonus (Hewitson, 1876)
- T. litanicus (Hewitson, 1876)
- T. nicomedes (Möschler, 1878)
- T. penidas (Hewitson, 1867)
- T. squanda Evans, 1953
- T. trenda Evans, 1953
- T. vansa Evans, 1953
- T. vespasius (Fabricius, 1793)